# Гагер масковий
Га́гер масковий (Cyanolyca viridicyanus) — вид горобцеподібних птахів родини воронових (Corvidae). Мешкає в Перу і Болівії. Раніше вважався конспецифічним зі світлогорлим гагером.

## Опис

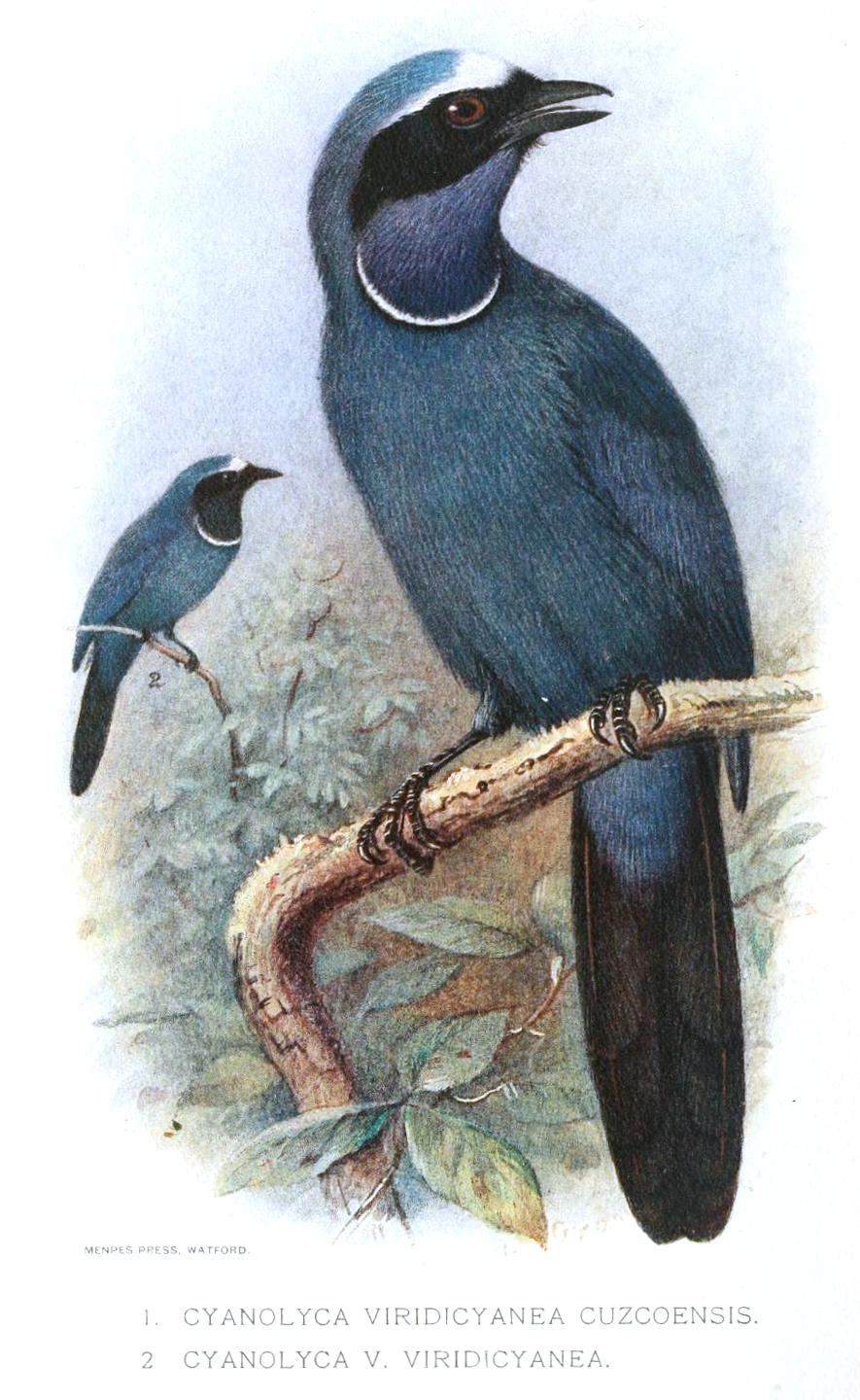
Масковий гагер

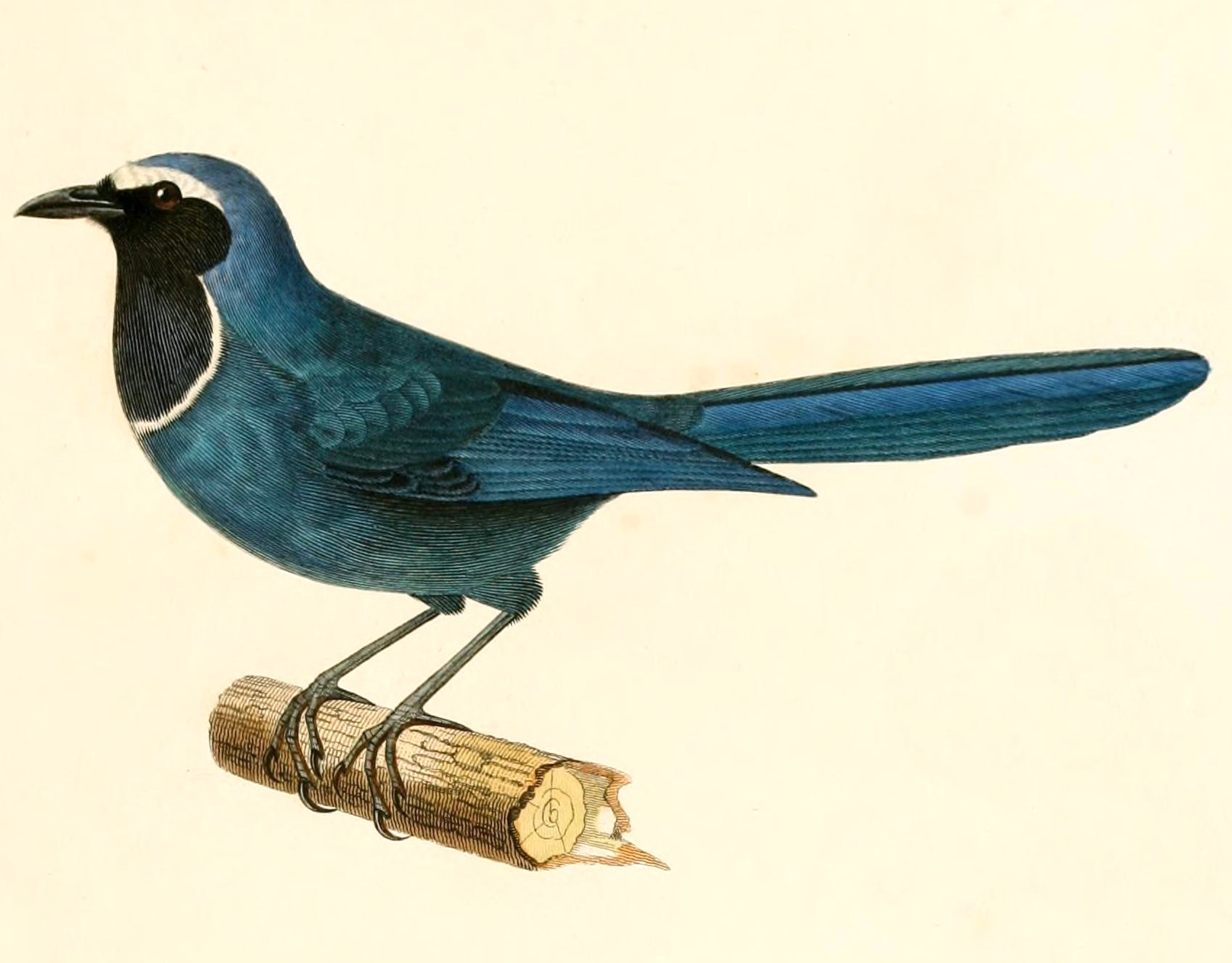
Масковий гагер

Довжина птаха становить 34 см, вага 82-127 г. Забарвлення переважно лазурово-синє, тім'я, потилиця, горло і нижня частина тіла дещо світліші, горло і верхня частина грудей темно-сині. Лоб білий, над очима білі "брови". На обличчі чорна "маска", горло окаймлене білою смугою з чорними краями. Очі темно-червонувато-карі, дзьоб і лапи чорні. У представників підвиду C. v. cyanolaema горло темно-синє, а у представників підвиду C. v. jolyaea пурпурово-синє, "маска" у них найбільш контрастна.

## Підвиди
Виділяють три підвиди:
- C. v. jolyaea (Bonaparte, 1852) — Анди на півночі і в центрі Перу (від Амазонаса до Хуніна);
- C. v. cyanolaema Hellmayr, 1917 — Анди на південному сході Перу (Куско, Пуно);
- C. v. viridicyanus (d'Orbigny & Lafresnaye, 1838) — Анди на півночі заході Болівії (Ла-Пас, Кочабамба).

## Поширення і екологія
Маскові гагери живуть у вологих гірських, хмарних і карликових тропічних лісах, а також в заростях бамбука і деревоподібних папоротей. Зустрічаються невеликими зграйками, на висоті від 1600 до 4000 м над рівнем моря, переважно на висоті до 3000 м над рівнем моря. Ведуть деревний спосіб життя. Живляться комахами та іншими безхребетними, яких шукають у тріщинах в корі і серед епіфітів, іноді також ягодами, стиглими плодами і дрібними хребетними. Гніздо чашоподібне. середнього розміру, робиться з гілок.

## Збереження
МСОП класифікує стан збереження цього виду як близький до загрозливого. Маскові гагери є досить поширеним видом в межах свого ареалу, однак їм загрожує знищення природного середовища.